# 直辖市 (中华人民共和国)
直辖市是中华人民共和国的一级行政区单位，与省、自治区同属省级行政区。最早的法律定义，源于1954年通过的《中华人民共和国宪法》的第53条。
直辖市并不是地理学意义上的一个城市（即一个人口较为稠密的定居点），而是一个包括了一个主要中心城市地区（即通常意义上的城市）和更大范围的周边农村地区所包含的规模较小的城市（市辖区和街道）的行政单位。这种大型的直辖市区划可达到超过100（62英里）。通常以“市区”来代表直辖市中的中心城区部分。

## 历史

### 1997年確立四大直轄市
中国历史上的第一批直辖市是国民政府管辖下的直辖市。南京、上海、北平、天津、青岛、重庆、西安、广州、汉口（现武汉市部分）、沈阳、哈尔滨。这11个城市在1920年代建立市级制度的时候被确立为直辖市。名义上，大连也属于直辖市，但当时处于处于日本掌控之下。这些城市起初被称为特别市，随后改称院辖市，后又改称直辖市。
1949年10月，第二次国共内战进入尾声，中华人民共和国建国。在中华人民共和国行政区划体系中，民国时期设置的直辖市保留下来，但由于大行政区为一级行政区划单位，直辖市与省、自治区是为二级行政区划单位。原有的直辖市多有调整。汉口构建武汉直辖市，新设鞍山、本溪、抚顺，而青岛、大连、哈尔滨被降级为省辖市。1952年11月，南京直辖市降级为省辖市，并入江苏省。1953年7月，哈尔滨、长春恢复直辖市身份。除北京、天津受中央人民政府直接管辖以外，其余直辖市受大行政区管辖。两类直辖市分别称为中央直辖市和大行政区直辖市。
1953年3月，由于大行政区委员会不再是一级政权，依照政务院的决定，大行政区直辖市改称中央直辖市，但仍由大行政区行政委员会领导。1954年6月，中央人民政府委员会通过《关于撤销大区一级机构和合并若干省市建制的决定》，撤销各大行政区行政委员会。此后除北京、天津、上海之外，沈阳、旅大、鞍山、抚顺、本溪、哈尔滨、长春、武汉、广州、西安、重庆11个中央直辖市降为省辖市，分别并入辽宁、黑龙江、吉林、湖北、广东、陕西、四川七省建制。这些市多成为所在省份的省会，日后或定义为副省级城市。
天津曾于1958年—1967年之间短暂成为副省级市。重庆于1997年重新设置为直辖市。

### 再立直轄市的輿論（1997年後）
自1997年重庆成为直辖市以来，至少有10个城市曾传出“将被直辖”，成为“第五个直辖市”的消息。大多流傳於2000年代各城市當地的互聯網討論區，「將被直轄」的城市與其周邊城市的網民在討論區針鋒相對，常見話題是談論哪個城市的經濟幅射大，其熱烈程度甚至被當地官方媒體報導，例如2004年烟台市官媒胶东在线就轉載了一篇批評青岛比起煙台更沒有資格直轄的文章。2015年8月，一篇署名為国家行政学院的文章在上海社会科学院的報章刊出，建议将深圳、青岛、大连升格为直辖市，一石激起千层浪，是1997年後最大一波有關新設直轄市的輿論，其後有學者主張應仿效民國時期升格特別市而不是再設直轄市。2020年8月，署名為国家行政学院的文章提出喀什市應直轄，並再次點名深圳、青岛、大连，主張升格4市為直辖市，但反響未及2015年，新京報分折指是因為近年社會已有「发展城市群和區域经济圈比直轄更佳」的輿論。

### 取消直轄市的輿論（1997年後）
2014年中央人民广播电台经济之声主办《大国大时代：中国经济报告会》，马光远（北京市政协委员、中国社科院研究生院經濟學博士）指出，與长江三角洲城市群、珠江三角洲经济区相比，京津冀产业之间没有互补性，等级森严的行政区划是阻碍京津冀一体化的障碍，应该撤掉天津的直辖市建制，京津冀三地合併為一省，相當於以前的直隶省。

## 行政管理
在直辖市中，市长为级别最高的政府官员。市长同时也是全国人民代表大会的代表和中国共产党在直辖市所设委员会的副书记。但由於中華人民共和國政府各級行政機構實行黨委負責制，所以市委書記是所在市的實際最高負責人，地位在市人大選出的市長之上。

## 现时中华人民共和国的直辖市
| 地区代码 | 名称   | 简称 | 人口                             | 面积（km²)              | 行政区划                                                         | 市政府所在地 | 原所属省份 （脱离日期） | 原所属县 |
| -------- | ------ | ---- | -------------------------------- | ----------------------- | ---------------------------------------------------------------- | ------------ | ----------------------- | -------- |
| CN-11    | 北京市 | 京   | 19,612,368                       | 16,801                  | 乡级以上行政区列表 (16个区)                                      | 通州区       | 河北省 (1930年12月)     | 大兴县   |
| CN-12    | 天津市 | 津   | 12,938,224                       | 11,760                  | 乡级以上行政区列表 (16个区)                                      | 河西区       | 河北省 (1967年1月)      | 天津县   |
| CN-31    | 上海市 | 沪   | 23,019,148                       | 6,340                   | 乡级以上行政区列表 (16个区)                                      | 黄浦区       | 江苏省 (1927年3月)      | 上海县   |
| CN-50    | 重庆市 | 渝   | 28,846,170 (中心城区 16,240,026) | 82,300 (中心城区 6,268) | 乡级以上行政区列表 (26个区，8个县和4个自治县) (中心城区: 19个区) | 渝中区       | 四川省 (1997年5月)      | 巴县     |

## 中华民国和中华人民共和国的前直辖市
| 城市     | 年份                 | 原所属省         | 原所属县               |
| -------- | -------------------- | ---------------- | ---------------------- |
| 北平市   | 1928—1930，1930—1949 | 京兆地方、河北省 | 大兴县                 |
| 南京市   | 1927—1952            | 江苏省           | 江宁县                 |
| 青岛市   | 1929—1949            | 山东省           | 即墨县                 |
| 西安市   | 1943—1954            | 陕西省           | 长安县                 |
| 广州市   | 1930，1947—1954      | 广东省           | 番禺县、南海县         |
| 汉口市   | 1929—1931，1947—1949 | 湖北省           | 夏口县                 |
| 武汉市   | 1927—1929，1949      | 湖北省           | 武昌县、汉阳县、夏口县 |
| 哈尔滨市 | 1947—1949，1953—1954 | 吉林省           | 滨江县                 |
| 长春市   | 1953—1954            | 吉林省           | 长春县                 |
| 旅大市   | 1950—1954            | 旅大行署区       | 金县                   |
| 大连市   | 1947—1949            | 辽宁省           | 金县                   |
| 沈阳市   | 1947—1954            | 辽宁省           | 沈阳县                 |
| 鞍山市   | 1949—1954            | 辽东省           | 辽阳县、海城县         |
| 本溪市   | 1949—1954            | 辽东省           | 本溪县                 |
| 抚顺市   | 1949—1954            | 辽东省           | 抚顺县                 |